# Broșteni (Costești), Argeș
Broșteni este un sat ce aparține orașului Costești din județul Argeș, Muntenia, România.